# Jenna Stern
Jenna Louise Stern, conosciuta semplicemente come Jenna Stern (Los Angeles, 23 settembre 1967), è un'attrice e doppiatrice statunitense.

## Biografia
Jenna Stern è nata a Los Angeles, California, ed è figlia dell'attrice britannica Samantha Eggar e del produttore americano Tom Stern. Suo fratello, Nicolas Stern, è un produttore cinematografico e televisivo. Si è laureata all'U.C. Berkeley ricevendo il Master of fine arts alla NYU nel 1990. È sposata con l'attore Brennan Brown.

## Filmografia

### Cinema
- Romantici equivoci (Picture Perfect) - regia di Paul Slansky (1997)
- Destini incrociati (Random Hearts) - regia di Sydney Pollack (1999)
- The Red Right Hand, regia di Mike Gioscia e Kurt S. Thomas (2001)
- Hitch - Lui sì che capisce le donne (Hitch) - regia di Andy Tennant (2005)
- Solo 2 ore - regia di Richard Donner (2006)
- The Best and the Brighest - regia di Josh Shelov (2010)

### Televisione
- Law & Order - Unità vittime speciali – serie TV, 20 episodi (2000; 2012-2020)
- Law & Order: Criminal Intent – serie TV, 4 episodi (2002-2011)
- I Soprano – serie TV, episodio Made in America (2007)
- Blindspot – serie TV, episodio 1x12 (2016)
- Person of Interest – serie TV, episodio 5x08 (2016)
- The Endgame - La regina delle rapine (The Endgame) – serie TV, episodi 1x01-1x02(2022)

## Doppiaggio
- Voce di Suzy Pecora in Peppa Pig (ridoppiaggio; 4 episodi) - doppiaggio statunitense
- Voce ufficiale promo di NBC (20 novembre 2017-15 agosto 2018)
- Le avventure di Fiocco di Neve - cartone animato (2011)

## Doppiatrici italiane
Nelle versioni in italiano delle opere in cui ha recitato, Jenna Stern è stata doppiata da:
- Roberta Pellini in Law & Order - Unità vittime speciali, The Red Right Hand, Person of Interest, The Endgame - La regina delle rapine
- Alessandra Korompay in Bull, FBI: Most Wanted
- Anna Radici in Law & Order: Criminal Intent (ep. 1x12)
- Caterina Rochira in Law & Order: Criminal Intent (ep. 10x06)
- Laura Boccanera in Hitch - Lui sì che capisce le donne
- Lorenza Biella in House of Cards
- Cristina Piras in Blindspot
- Michela Alborghetti in Blue Bloods

Da doppiatrice è stata sostituita da:
- Monica Bertolotti in Peppa Pig